# Chuantang
Chuantang är en köping i sydöstra Kina. Den ligger i Dongyuan härad i staden Heyuan i provinsen Guangdong, omkring 200 kilometer nordost om provinshuvudstaden Guangzhou. Antalet invånare är 48 623. Befolkningen består av 24 551 kvinnor och 24 072 män. Barn under 15 år utgör 23,0 %, vuxna 15-64 år 64 %, och äldre över 65 år 11,0 %.